# Přírodní park Rohatiny
Rohatiny jsou přírodním parkem od roku 1978 a nacházejí se ve východní části okresu Plzeň-sever. Tímto územím protékají tři potoky, které ústí do řeky Střely, ta zároveň tvoří jižní hranici parku. Osu parku tvoří údolí meandrujícího Kralovického potoka.

## Poloha
Rohatiny se nacházejí v pomyslném středu mezi obcemi Lednice, Borek, Kočín a Kozojedy. Území se skládá z velké části z orné půdy. Se svojí rozlohou necelých 1140 km² je řazeno mezi menší parky Plzeňského kraje.
Park tvoří orná půda v jejíž středu se nachází údolí se zalesněnými svahy. Údolí je tvořeno četnými meandry Kralovického potoka, který periodicky zaplavuje některé jeho části, a vzniklo poměrně dlouhými denudačními procesy. Podloží je tvořeno břidlicemi z proterozoického období, fylity či spility. Rohatiny sousedí s přírodními parky Horní Berounka a Hřešihlavská.

## Historie

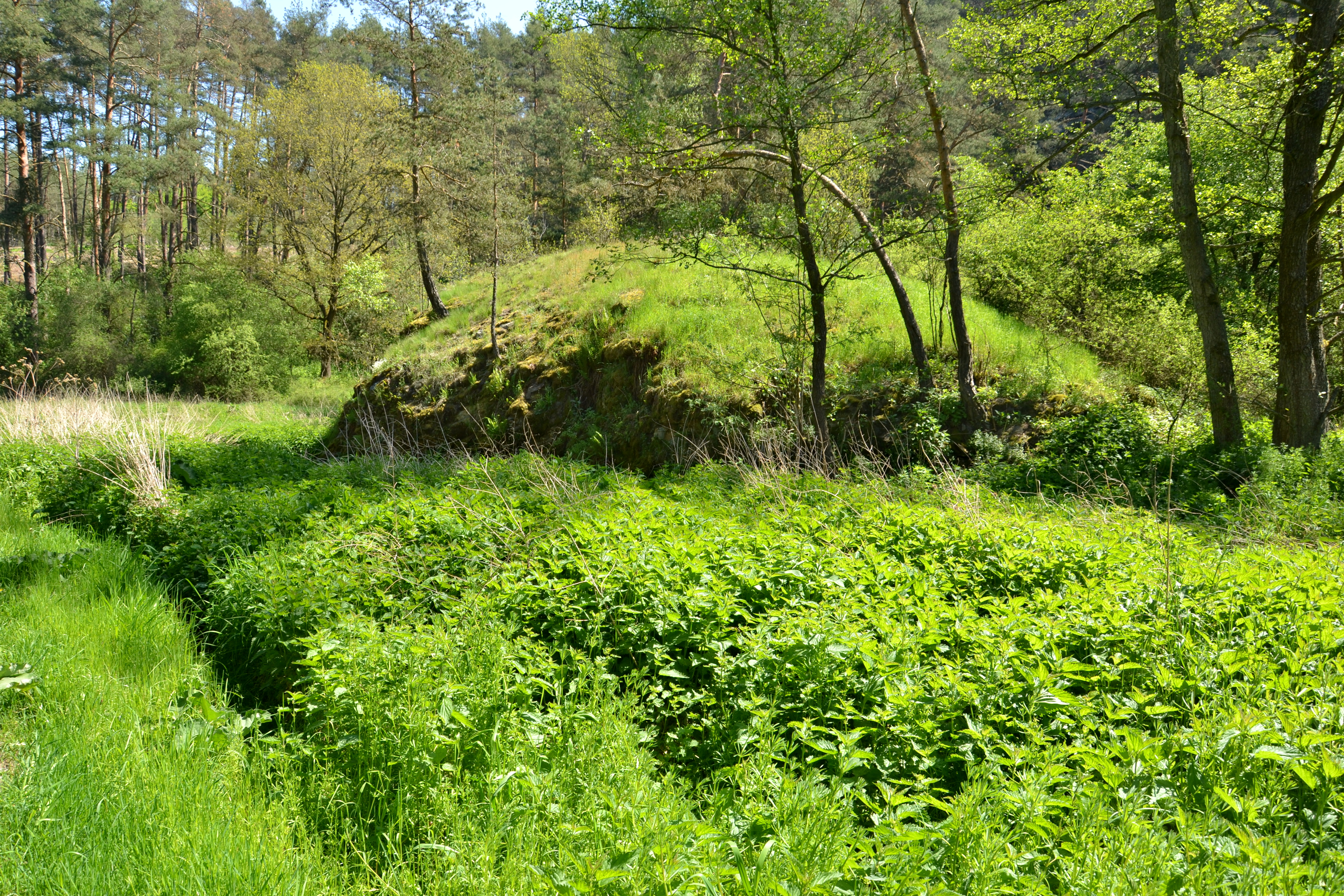
Čertova hráz

První zmínky o tomto území pocházejí již ze začátku 19. století. Území je spojováno s ložisky břidlic obsahujícími podíl síry a s tím spojenou těžbou kamenečných a kyzových břidlic (tj. pyritonosných břidlic) používaných k výrobě kyseliny sírové a louhu. Po těžbě zbyly na území parku pozůstatky minerálních podniků poblíž potoků. Vyskytují se zde i pozůstatky po hlubinné těžbě – štoly a haldy hlušin. Štoly jsou tvořeny chodbami s poměrně velkým prostorem uvnitř, v dnešní době jsou zaplaveny, hladina vody sahá do několika desítek centimetrů.
Nezaměnitelným úkazem na tomto území je Čertova hráz, kterou tvoří okrouhlík vytvořený z původního meandru fluviální erozí ve slabě metamorfovaných břidlicích. Je to pahorek vysoký asi šest metrů.[chybí lepší zdroj]

### Štola Rohatiny I

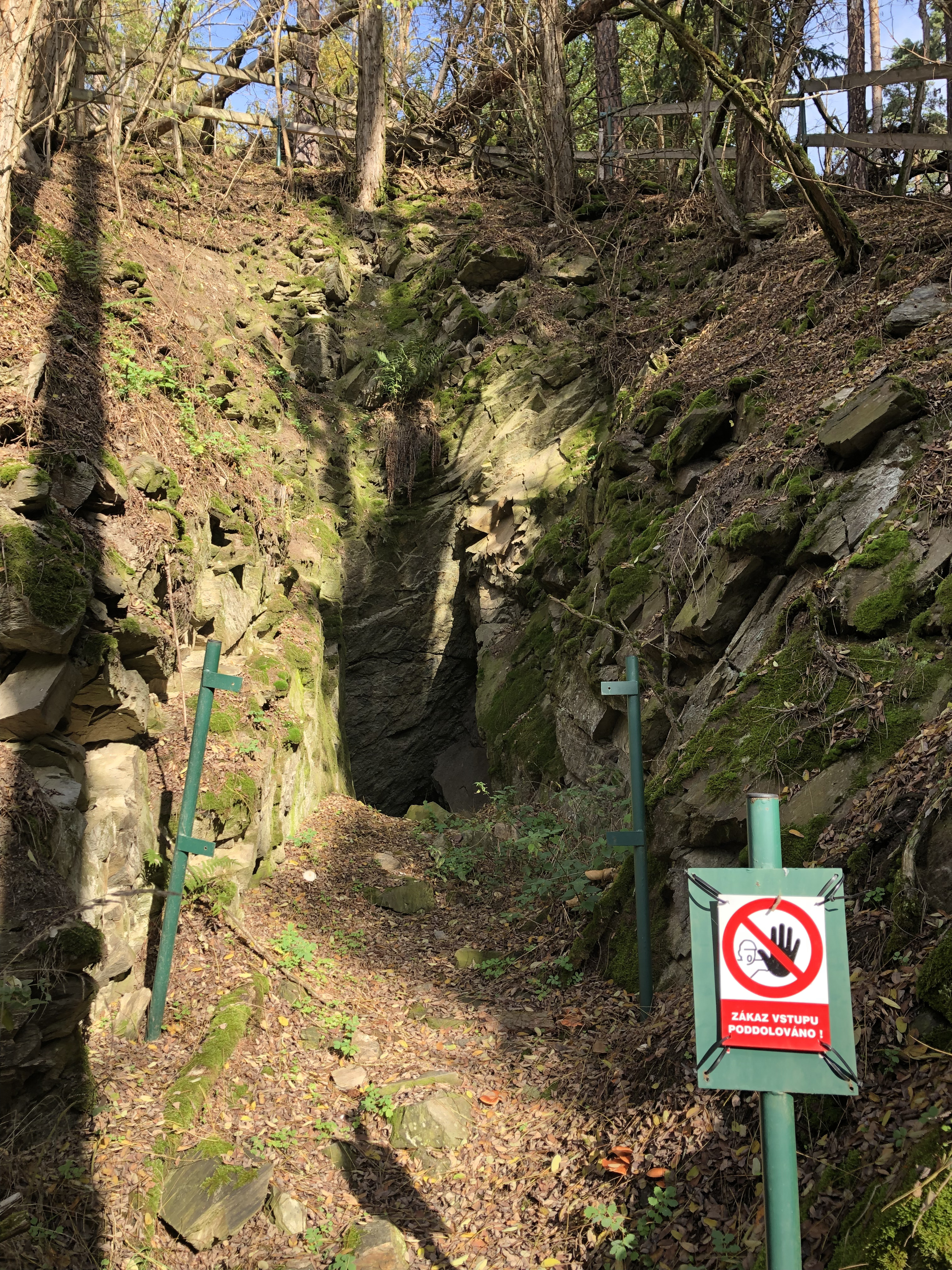
Vstup do uzavřené štoly

Na území parku se nalézá štola Rohatiny I, která byla vyhloubena při těžbě břidlic. Je tvořena několika propojenými chodbami s relativně rozlehlými prostory a má dva vchody. Velká část štoly je zatopena vodou do výšky několika desítek centimetrů. Štola je pravidelným zimovištěm pro několik druhů netopýrů – nejhojněji netopýr velký (Myotis myotis), netopýr černý (Barbastella barbastellus), netopýr vodní, netopýr severní a netopýr ušatý.

## Přírodní poměry

### Geologie
Území přírodního parku tvoří z větší poloviny proterozoické dropy, slepence a hlavně břidlice. Tyto horniny patří do středočeského bohemika. Severozápadní cíp území tvoří chlorito-sericitický fylit. Jihozápadní plošinu mezi obcemi Dolní Hradiště a Kočín tvoří terciérní jíly, písky a štěrky, které jsou reliktem sladkovodního terciéru. Neogéních útvarů zde nalezneme více, a to poblíž obce Kopidlo a Lednice. Mezi nejmladší horniny patří však pás obepínající nivní sedimenty, přítoky Kopidelského potoka. Napříč Kočínským a Kopidelským potokem prostupují v pásech tělesa černé břidlice. Podél zeleně značené turistické trasy mezi obcemi Dolní Hradiště a Borek se táhne pás prachovců. Skrz ně prostupuje na východní části stezky magmaticky vzniklé těleso křemenného diolitu a tonalitu a na západní části malý zlom granitového porfyru. Všechny tyto útvary patří také do oblasti středočeského bohemika.

### Pedologie
Nemalou část území parku tvoří orná půda. Půda je zde hojně zemědělsky obhospodařována, její profil na ornicích tvoří především kambizemě modální, místy i mesobazické. V menších celcích i hnědozemě. U obce Borek se v malé míře vyskytují luvizemě. V kamenitých svazích mají zdejší kambizemě spíše podzolový charakter a tomu odpovídá vegetace, která zde roste. Půda na svazích v blízkosti soutoku Kopidelského, Kočínského a Kralovického potoka má charakter modálních rankerů. V úsecích soutoku Královického potoka a řeky Střely se vyskytují též modální rankery. Břehy potoků doprovázejí glejové fluvizemě.

### Hydrologie
Přírodní park se skládá ze čtyř menších údolí. Údolí Kralovického potoka vstupuje do území parku ze severovýchodní strany mezi obcemi Lednice a Kozojedy. Jedná se o hlavní tok, který se vlévá do řeky Střely a který sbírá vodu z potoků Kočínského a Kopidelského. Kralovický potok zde tvoří mnohé meandry a vytváří zde unikátní nivní plochy. Na levém přítoku Kopidelského potoka se nachází malá vodní nádrž.

### Flóra
Na území parku se vyskytují běžné druhy Severního Plzeňska. V periferiích území se pěstuje brukev řepka (Brassica napus) i různé druhy obilovin. Na srázech údolí, kde dominují půdy podzolového typu, se nachází především jehličnany čeledi borovicovitých (Pinaceae). Hlavním druhem ve skalních partiích je borovice lesní (Pinus sylvestris), při přechodu na plošší svahy se vyskytuje smrk ztepilý (Picea abies). V údolí se objevují listnaté háje buku lesního (Fagus sylvatica).[nenalezeno v uvedeném zdroji]
V mechovém patře dominuje hlavně bělomech sivý (Leucobryum glaucum), dvouhroteček různotvárný(Dicranella heteromalla) a místy i ploník obecný (Polytrichum commune Hedw.). Bylinné patro z nižších rostlin zastupují kapraďorosty, hojně se vyskytuje kapraď samec (Dryopteris filix-mas). Z vyšších rostlin hlavně čeledi hvězdnicovité (Asteraceae), bobovité (Fabaceae), růžovité (Rosaceae), hluchavkovité (Lamiaceae) a hojné porosty lipnicovitých (Poaceae). Vyskytují se zde i sezónní druhy pryskyřníkovitých (Ranunculaceae), jako jaterník podléška (Hepatica nobilis) nebo sasanka hajní (Anemone nemorosa).[nenalezeno v uvedeném zdroji][nenalezeno v uvedeném zdroji]
V lokalitě se též objevují lišejníky (Lichen), předně terčovka bublinatá (Hypogymnia physodes, syn. Parmelia physodes) a terčovník zední (Xanthoria parietina), ale též dutohlávka sobí (Cladonia rangiferina) a dutohlávka vyzáblá (Cladonia macilenta Hoffm.).[nenalezeno v uvedeném zdroji]
Houby (Fungi) jsou zde zastoupeny pestrou škálou, z klasických stopkovýtrusných hub (Basidiomycota) například muchomůrka červená (Amanita muscaria) a hřib smrkový (Boletus edulis). Zajímavými houbami zde jsou zástupci hub hnědé hniloby, které pomáhají a přispívají rozkladu biologické hmoty.

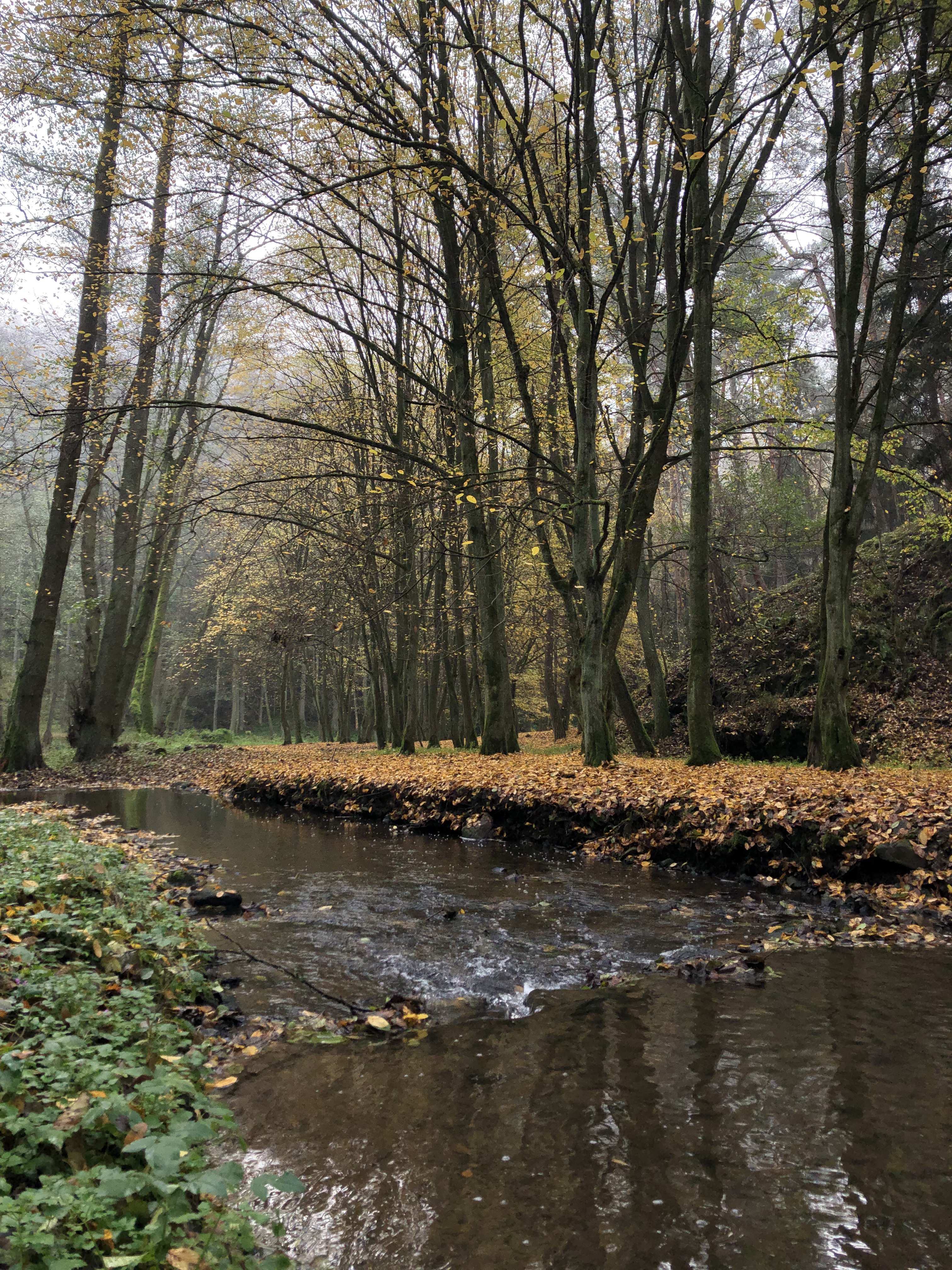
Bukový háj

### Fauna
V údolí se vyskytují druhy typické pro střední Evropu jako srnec obecný (Capreolus capreolus), prase divoké (Sus scrofa), liška obecná (Vulpes vulpes) a zajíc polní (Lepus europaeus). V korunách stromů hnízdí sojka obecná (Garrulus glandarius), na polních mezích sýkora koňadra (Parus major). V bentosu potoků lze nalézt larvy křídlatého hmyzu, vážek (Ondata) a komárů (Diptera).[nenalezeno v uvedeném zdroji]

## Ochrana
Území bylo vyhlášené jako oblast klidu dne 7. dubna 1978 plenárním zasedáním okresní národní výbor Plzeň-sever. Později, roku 1992, bylo území klidu vyhlášeno přírodním parkem. Park patří mezi nejmenší chráněná území Plzeňského kraje. Dle krajinářského hodnocení je to park s nejnižší estetickou hodnotou, území s estetickou hodnotou zabírá 61 % a území s průměrnou hodnotou 39 %. Na jeho území se však nachází zajímavé geologické jevy, které se zasloužily o udělení jeho statutu.
Krajina je lesnicky obhospodařovaná, na území probíhá jak těžba dřeva, tak výsadba do lesních školek. Školek je zde několik, ale ne všechny podléhají pravidelnému managementu, a dochází k jejich degradaci.
Například v jižní části parku se nachází lesní školka, kterou zachvátila invaze trnovníku akátu (Robinia pseudoacacia). Hrozí jeho rozšíření a vytlačení původních druhů. Tato škola bude potřebovat speciální management, aby k této situaci nedošlo.
Park není dostatečně označený cedulemi při vstupu na jeho území. Tabule s informacemi se nachází pouze u přírodní památky Čertova hráz při stezce z vesnice Kozojedy.

## Turismus
Podél jižního okraje parku vede údolím Střely zeleně značená turistická trasa z Dolního Hradiště k vesnici Borek.

## Galerie

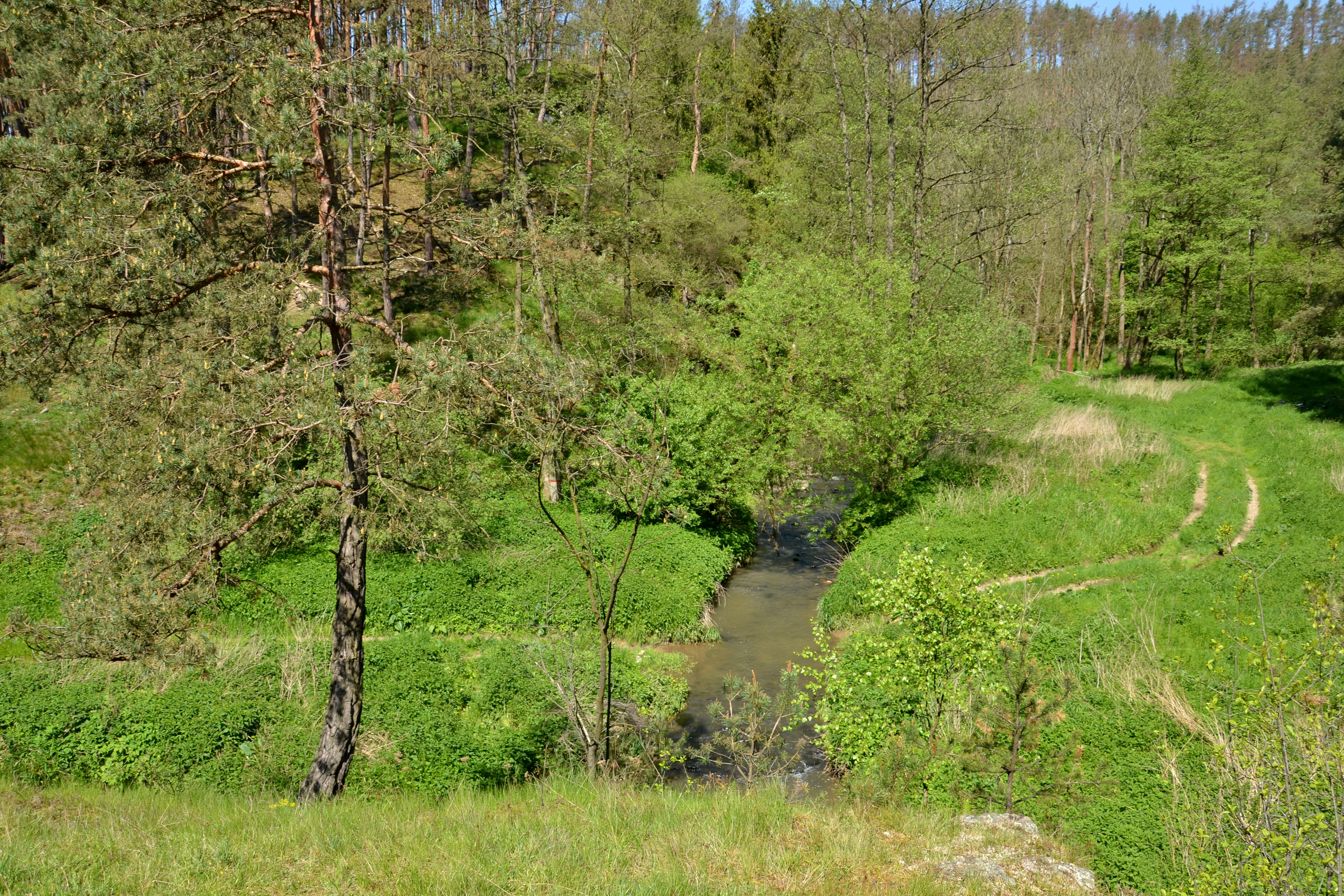
Přírodní památka Čertova hráz
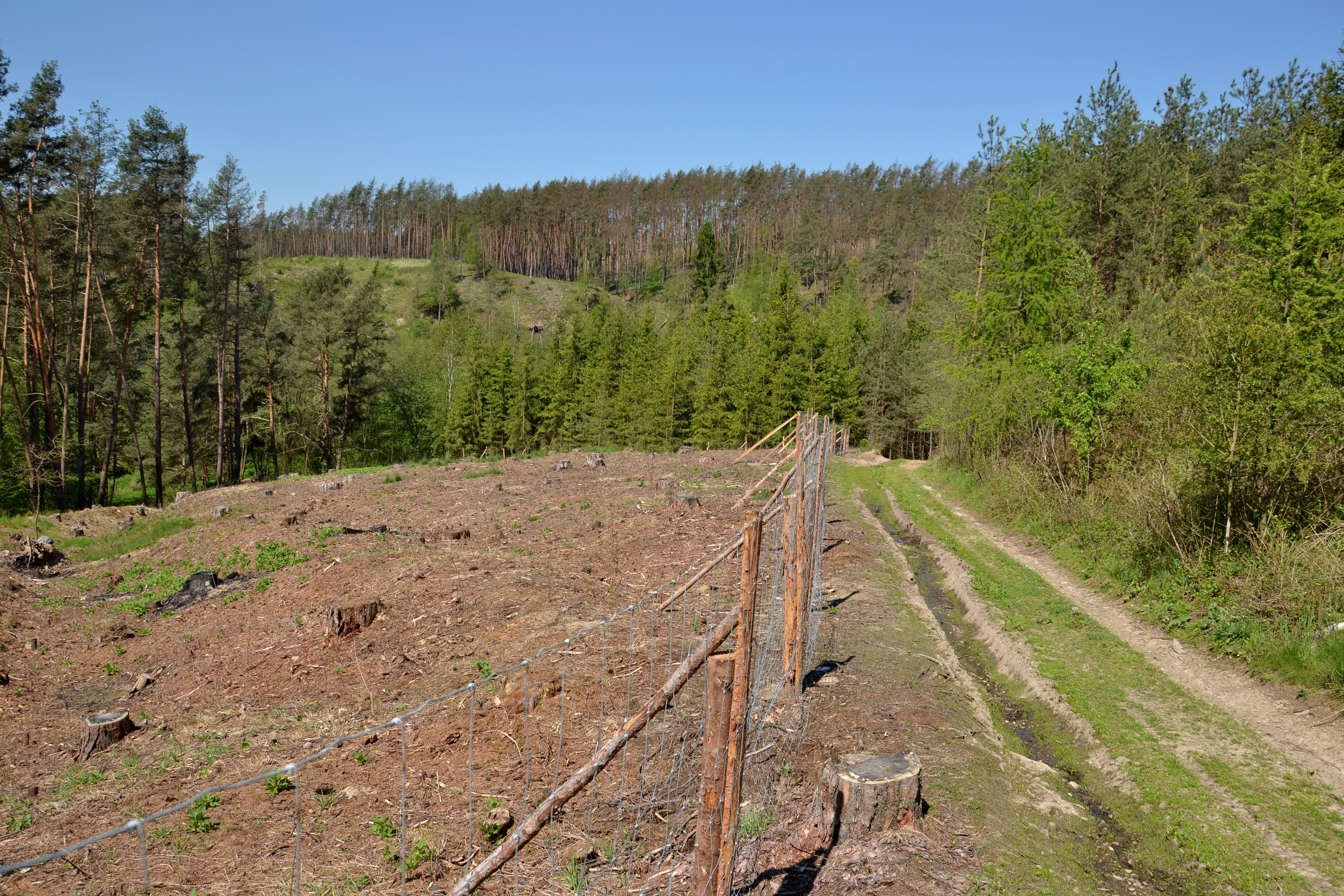
Nad Čertovou hrází
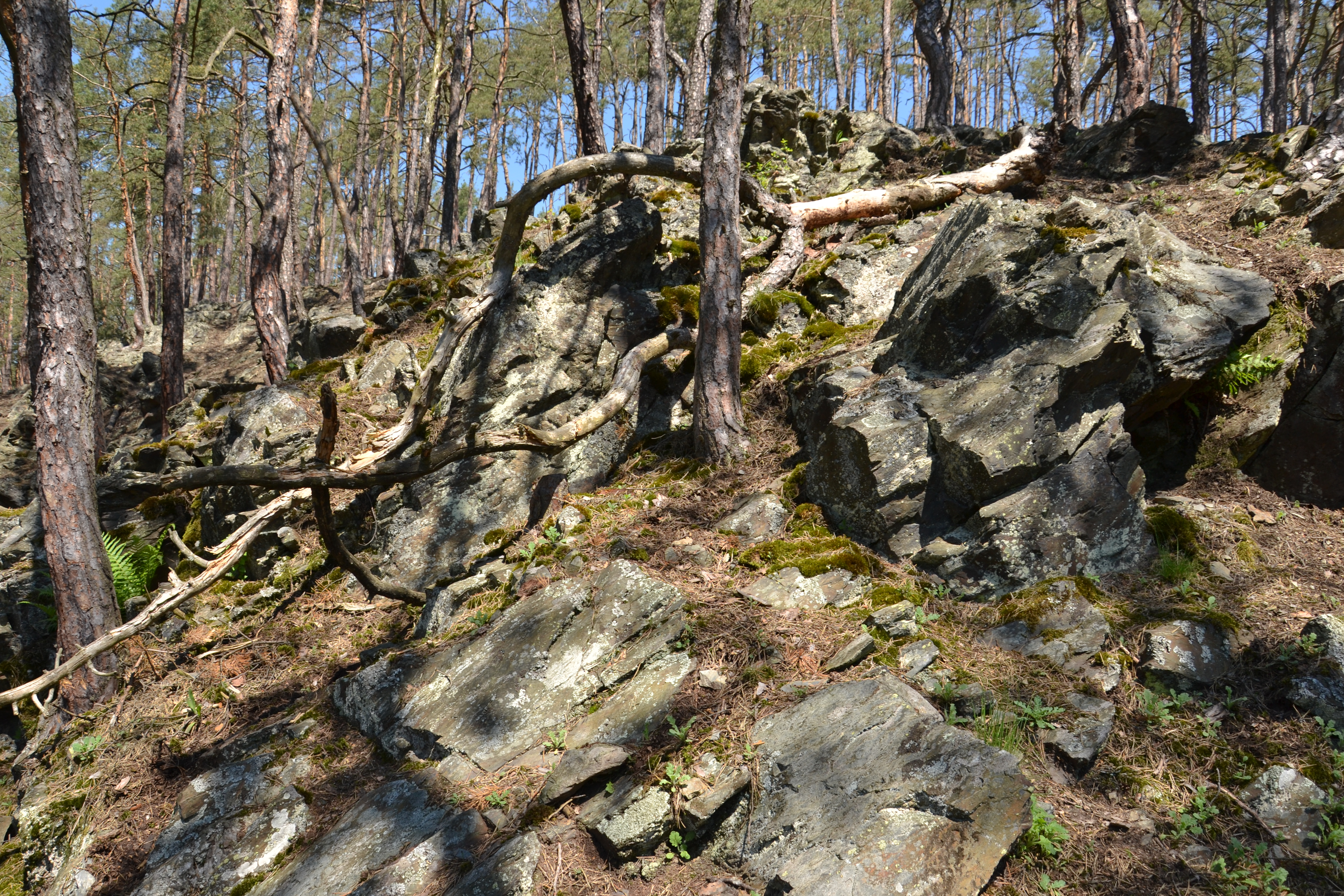
Skalní výchoz v údolí Kopidlovského potoka
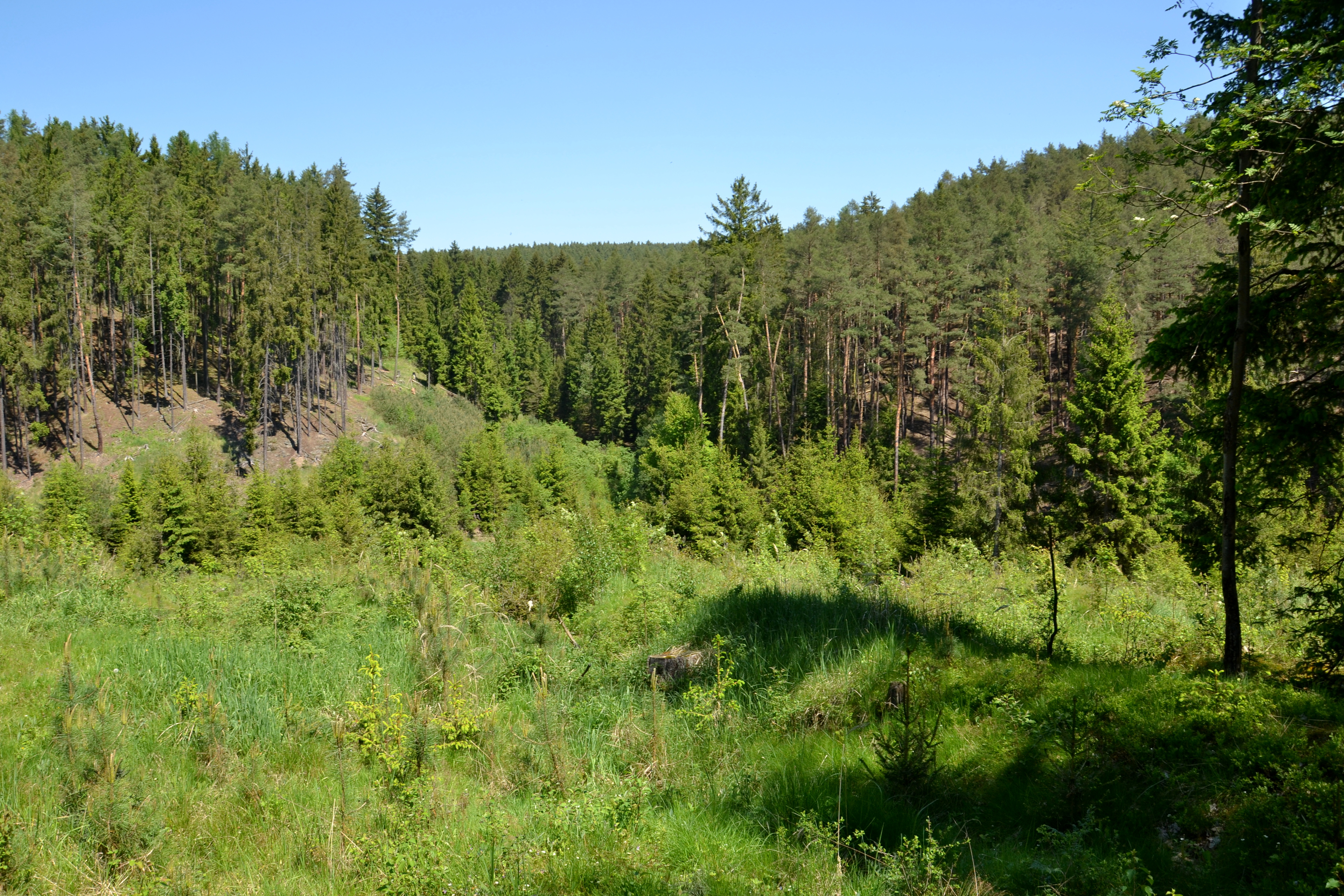
Údolí Kopidlovského potoka
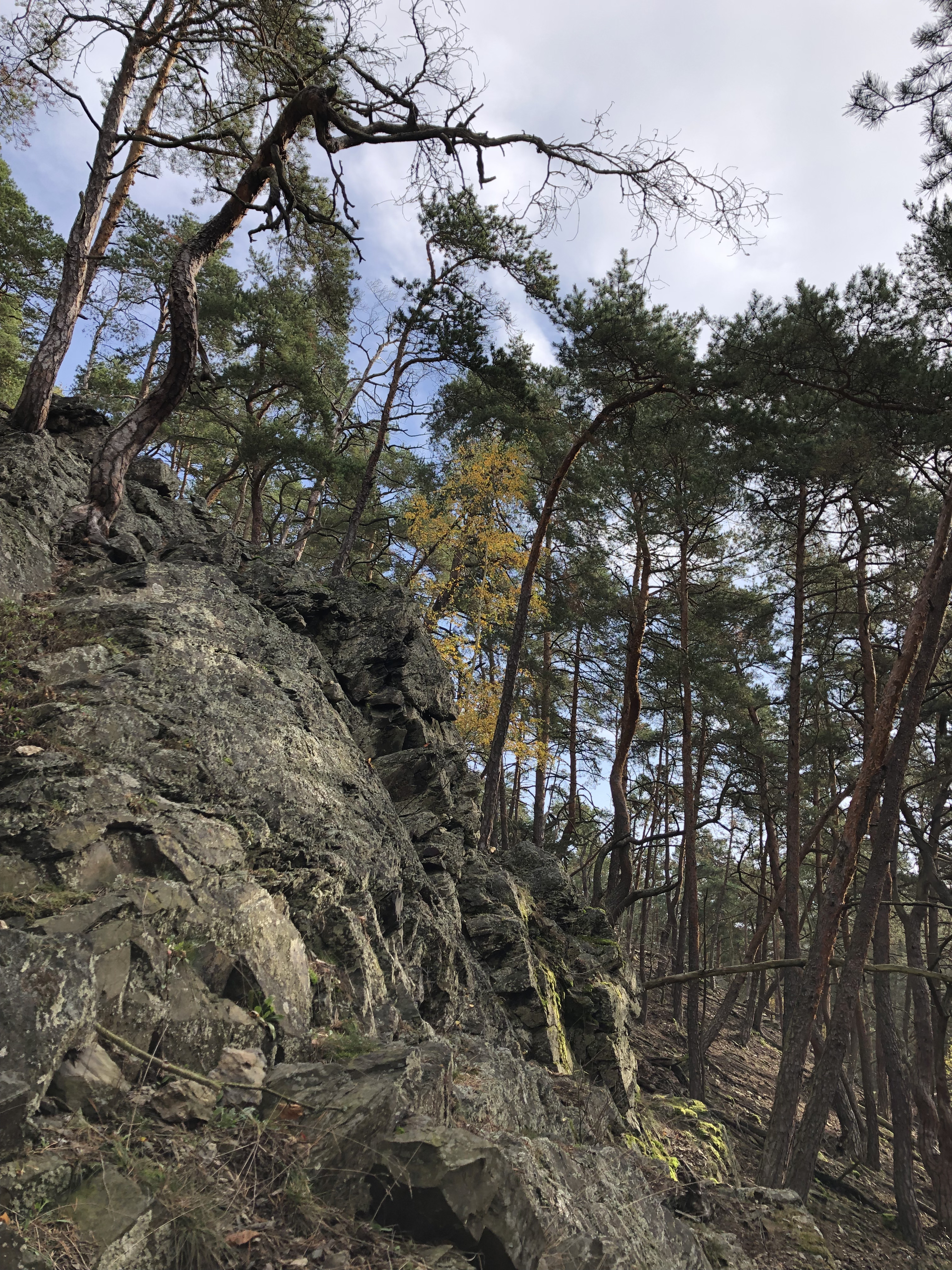
Skalní sráz, levý břeh Kralovického potoka před soutokem se Střelou